# Кулак ярости 2
«Кулак ярости 2» (кит. трад. 精武門續集, упр. 精武门续集, палл. Цзин У мэнь сюй цзи, буквально: «Школа Цзинъу. Продолжение», англ. Fist Of Fury Part II) — драматический боевик с боевыми искусствами 1976 года, с участием Брюса Лая (Хэ Цзундао). Неофициальное продолжение фильма «Кулак ярости» (1972).

## Сюжет
После смерти Чэнь Чжэня в Шанхае японцы стали опасаться, что его смерть объединит все китайские школы боевых искусств против них. Вследствие этого японцы поручили главе японской школы боевых искусств Миямото усмирить все школы китайцев, включая Цзинъу. Миямото отправляет туда своих людей вместе с переводчиком с приказом к главе и ученикам школы покинуть заведение. Получив отказ, японские гости избивают их и устраивают в школе погром. Тем временем один молодой китаец узнаёт об уничтожении Цзинъу, когда прибывает в Шанхай, чтобы посетить могилу Чэнь Чжэня. Его зовут Чэнь Шань, брат покойного, и он клянётся отомстить за смерть своего брата и положить конец террору японцев.

## В ролях
- Хэ Цзундао — Чэнь Шань
- Ло Ле — Миямото
- Тянь Фэн — хозяин школы Цзинъу
- Ли Куань — ученик школы Цзинъу
- Ясуёси Сикамура[кит.] — Сабуро Янаги
- Джеймс Нам — Соуто Дзё
- Цао Цзянь[кит.] — инспектор полиции
- Чэнь Хуэйлоу[кит.] — переводчик японцев